# Chemini
Chemini è un comune dell'Algeria, situato nella provincia di Béjaïa.